# Малюнок в давній книзі
«Малюнок в давній книзі» (англ. Picture in the House, дослівно — картина в домі) — оповідання американського письменника Говарда Ф. Лавкрафта, написане 20 грудня 1920 року. Вперше опубліковане влітку 1921 року в журналі «The National Amateur».

## Сюжет
Дія відбувається в листопаді 1896 року. Оповідач мандрує велосипедом з Бостону до Аркхема по Міскатонікській долині (вигадана Лавкрафтом місцевість у Новій Англії), збираючи матеріали з історії краю. Ховаючись від грози, він заходить у старовинний маєток, який здається йому покинутим. На полиці будинку герой знаходить старовинні книги. Найбільше його зацікавило рідкісне видання «Regnum Congo» — латиномовний звіт Піфагетти про Конголезькі землі, укладений на основі нотаток мореплавця Лопеса. Книга була надрукована 1598 року у Франкфурті з малюнками братів де Брю. Книжка, здавалося б, ненароком весь час розгортається на малюнку номер 12, де зображено всі моторошні подробиці інтер'єру в м'ясній крамниці анзікейських канібалів. Зображення виконане настільки натуралістично, що викликає у героя тривогу.
Раптово у вітальні з'являється господар — високий старець у лахмітті, що говорить архаїчним новоанглійським діалектом. Герой зав'язує з ним розмову, з якої періодично виринають згадки про зникнення чи загибелі людей у краї. Герой цікавиться книгою «Regnum Congo» і старець оповідає, що виміняв її в Ебенезера Холта (англ. Ebenezer Holt), капітана судна під назвою «Салемський купець». Захопившись розповіддю про книгу, господар будинку розгортає її на тій самій моторошній ілюстрації під номером 12. Далі він оповідає, як цей малюнок надихав його, коли він забивав овець. Але цього йому здалося мало й тоді він вирішив перевірити чи продовжує життя вживання людського м'яса.
Старця перериває кривава крапля, що падає згори просто на книжку. Оповідач підіймає голову і розуміє, що кров крапає з другого поверху, звідки щойно і прийшов господар.
Цієї миті раптовий удар блискавки в будинок змушує оповідача знепритомніти. Оговтується він уже серед руїн згорілого будинку.

## Зв'язок з іншими творами
Міскатонікська долина і розташоване поряд місто Аркхем так часто згадуються у творах Лавкрафта, що читачі охрестили цей край «країною Лавкрафта».
Книга з назвою «Regnum Congo» згадується ще у двох творах Лавкрафта — «Дерево на пагорбі» та «Деякі факти про покійного Артура Джерміна та його родину». У першому випадку згадка стосується дерева із щупальцями замість листя, у другому — гібридних мавполюдей.